# Motor Sič
VAT »Motor Sič« (ukrajinsko ВАТ «Мотор Січ») je ukrajinski proizvajalec motorjev za letala in helikopterje in industrijskih plinskih turbin. 
Turboventilatorski motor Progress D-18T se uporablja za pogon transportnih letal Antonov An-124 in An-225.
Podjetje trenutno razvija turbogredni motor Motor Sič MS-500V za pogon helikopterja Kazan Ansat.